# Luke Arnold
Luke Arnold (ur. 24 stycznia 1984 w Adelaide) – australijski aktor filmowy, telewizyjny i teatralny, znany z roli Długiego Johna Silvera w serialu Piraci. W 2015 został nominowany do nagrody AACTA w kategorii najlepszy aktor w dramacie telewizyjnym za rolę w miniserialu Never Tear Us Apart: The Untold Story of INXS.